# Liste der Monuments historiques in Montmaurin
Die Liste der Monuments historiques in Montmaurin führt die Monuments historiques in der französischen Gemeinde Montmaurin auf.

## Liste der Bauwerke
| Bezeichnung                 | Beschreibung | Standort                               | Kennzeichnung | Schutzstatus | Datum | Bild           |
| --------------------------- | ------------ | -------------------------------------- | ------------- | ------------ | ----- | -------------- |
| Prähistorische Ausgrabungen |              | Maï Caoudéré, Brouca Coustalats (Lage) | PA00094396    | Classé       | 1949  |                |
| Villa Rustica               |              | Lassalles (Lage)                       | PA00094397    | Classé       | 1949  | weitere Bilder |